# Pachyphytum garciae
Pachyphytum garciae är en fetbladsväxtart som beskrevs av E. Perez-calix och C. Glass. Pachyphytum garciae ingår i släktet Pachyphytum och familjen fetbladsväxter. Inga underarter finns listade i Catalogue of Life.